# Paulus' Andet Brev til Korintherne
Paulus' Andet Brev til Korintherne er et brev i Det Nye Testamente. Det er skrevet af Paulus – formentlig i Thessaloniki eller Philippi omkring år 58 e.Kr. og overbragt til menigheden af Paulus' medarbejder Titus. Brevet er skrevet kort efter 1. Korintherbrev, og er anerkendt også af kritiske teologer for at være skrevet af Paulus.
Brevet er skrevet i en meget personlig stil, og Paulus præsenterer sig selv og forsvarer sit apostolat overfor vranglærere, som forsøger at vildlede hans menighed (2 Kor 10,1-12,21). Han er dybt engageret i menigheden, som han selv har grundlagt nogle år tidligere (Apg 18,1-18), og glæder sig over deres fremgang i troen.